# Gustav Geissler
Gustav Geissler (auch Gustav Geißler, * 12. Januar 1871 in Nürnberg; † nach 1895) war ein deutscher Zahnarzt und Paläontologe.
Geissler studierte unter anderem bei Max Blanckenhorn, Konrad Oebbeke und Emil Selenka an der Universität in Erlangen, wo er auch 1895 an der Philosophischen Fakultät zum Dr. phil. promoviert wurde.
Anschließend arbeitete Geissler als Zahnarzt.
Gustav Geissler ist vor allem bekannt für seine 1895 erschienene Veröffentlichung über Saurier-Funde aus dem Muschelkalk von Bayreuth.
Seine darin erfolgten paläontologischen Erstbeschreibungen von triassischen Flossenechsen werden allerdings heute nicht mehr als valide betrachtet.
Der von ihm erstbeschriebene Nothosaurus baruthicus Geissler, 1895, wurde 1996 von Olivier Rieppel und Rupert Wild als jüngeres Synonym von Nothosaurus giganteus Münster, 1834 bestimmt.
Nothosaurus strunzi Geissler, 1895, wird derzeit in die Synonymie von Pistosaurus longaevus MEYER, 1839 gestellt.

## Schriften
- Ueber neue Saurier-Funde aus dem Muschelkalk von Bayreuth. In: Zeitschrift der Deutschen geologischen Gesellschaft, Band XLVII, Berlin 1895, S. 331 – 355, Tafel XIII – XIV Digitalisat